# Gråalsguldmal
Gråalsguldmal (Phyllonorycter strigulatellus) är en fjärilsart som först beskrevs av Philipp Christoph Zeller 1846.  Gråalsguldmal ingår i släktet guldmalar, och familjen styltmalar. Arten är reproducerande i Sverige.